# Manuel Sevillano
Manuel Sevillano Canals est un joueur espagnol de volley-ball né le 2 juillet 1981 à Rioseco de Soria (province de Soria). Il mesure 1,94 m et joue réceptionneur-attaquant. Il totalise plus de 240 sélections en équipe d'Espagne.

## Clubs
| Club                | De         | À         |
| ------------------- | ---------- | --------- |
| Numancia Soria      | 1997-1998  | 2005-2006 |
| Cagliari Volley     | 2006-2007  | 2006-2007 |
| Numancia Soria      | avril 2007 | mai 2007  |
| CV Pòrtol           | 2007-2008  | 2008-2009 |
| Unicaja Almería     | 2009-2010  | 2010-2011 |
| CV Teruel           | 2011-2012  | 2012-2013 |
| Saint-Nazaire VBA   | 2013-2014  | 2013-2014 |
| CV Andorre          | 2014-2015  | 2014-2015 |
| CDV Río Duero Soria | 2015-2016  | 2016-2017 |

## Palmarès
- Championnat d'Europe (1)
  - Vainqueur : 2007
- Ligue européenne (1)
  - Vainqueur : 2007
- Championnat d'Espagne (3)
  - Vainqueur : 1999, 2008, 2012
  - Finaliste : 2000, 2001, 2004, 2006, 2010, 2011, 2013
- Coupe du Roi (4)
  - Vainqueur : 2001, 2010, 2012, 2013
  - Finaliste : 1998, 2000, 2004, 2005, 2007, 2011
- Supercoupe du Roi (5)
  - Vainqueur : 2008, 2010, 2011, 2012, 2013